# Susie Wolff
Susie Wolff (tidigare Stoddart), född 6 december 1982 i Oban, är en brittisk racerförare. Hon har sedan 2012 varit testförare hos Williams i formel 1. Hon bor i Schweiz tillsammans med sin man Toto Wolff, som har varit delägare i Williams F1 och som är stallchef hos  Mercedes Grand Prix. De gifte sig i oktober 2011.

## Racingkarriär

### Tidig karriär
Susie Wolff började med karting 1996. Hon utsågs till årets bästa brittiska kvinnliga gokart-förare 1996-1998. År 2000 utsågs hon till en av världens bästa kvinnliga gokartförare.
År 2001 började Wolff sin tävlingskarriär och tävlade i vinterserien av Formel Renault. År 2002 tävlade Wolff i det brittiska Formel Renault-mästerskapet, vilket hon fortsatte med 2003 och 2004. Under 2005 flyttade Wolff till det Brittiska F3-mästerskapet. Hon körde bara två lopp och tog poäng i det ena.

### DTM
Under 2006 körde Wolff DTM, där hon tävlade för Mücke Motorsport i en Mercedes-Benz. Hon tog inga poäng, hennes bästa resultat var en niondeplats, just utanför poängplats. Under 2007 fortsatte Wolff med DTM men lyckades inte ta några poäng. Under 2008 bytte hon team till Persson Motorsport, men tog inga poäng, vilket inte heller gjorde 2009. Under 2010 lyckades Wolff ta två sjundeplatser på Lausitzring och Hockenheimring, och tog därmed fyra poäng. Åren 2011-2012 tog Wolff inga poäng.

### Formel 1
Den 11 april 2012 bekräftades det att Wolff skulle bli testförare för Williams, som hennes man Toto Wolff redan var aktieägare i. År 2014 meddelade Williams att Wolff skulle köra det första träningspassen till Storbritanniens och Tysklands Grand Prix. Vid Storbritanniens Grand Prix blev Wolff den första kvinnan att delta under en tävlingshelg i formel 1 sedan 1992, då Giovanna Amati gjorde tre misslyckade kvalförsök. Men hennes tid på banan blev kort då motorn havererade efter tre varv. I Tyskland kom hon inte ens ett varv innan växellådan gick sönder. Men när hon väl kom ut var hon endast två tiondelar bakom sin rutinerade stallkamrat, Felipe Massa.